# ويلهلم هيلمز
ويلهلم هيلمز هو سياسي ألماني، ولد في 19 ديسمبر 1923 في Heiligenloh ‏ في ألمانيا، وتوفي في 8 ديسمبر 2019 في فشتا في ألمانيا. نشط حزبياً في الاتحاد الديمقراطي المسيحي والحزب الديمقراطي الحر. في انتخابات البرلمان الأوروبي 1979، انتخب عضو في البرلمان الأوروبي عن دائرة ألمانيا لترشحه ضمن قائمة الاتحاد الديمقراطي المسيحي، وقد انضم خلال فترته النيابية (17 يوليو 1979 – 23 يوليو 1984) للكتلة البرلمانية كتلة حزب الشعب الأوروبي وانتخب مدير مقاطعة ‏ وانتخب عضو في البوندستاغ الألماني خلال فترته النيابية ‏ (20 أكتوبر 1969 – 22 سبتمبر 1972).